# ヨハン・ヘンリク・シェッフェル
ヨハン・ヘンリク・シェッフェル（Johan Henrik Scheffel、1690年4月9日 - 1781年12月21日）はドイツ生まれで、スウェーデンで働いた肖像画家である。

## 略歴
ドイツ北部、バルト海に面した都市、ヴィスマールで生まれた。ドイツ、フランス、オランダで修行した後、ドイツ生まれで、スウェーデン王室の宮廷画家となっていたダーフィト・クラフトの弟子となった。1723年から1765年までストックホルムに住んだ。1735年にスウェーデン王立美術院の会員となり1763年には、校長の称号を得た。1765年にヴェステロースに移り、その地で没した。
シェッフェル研究者のヨーテボリ美術館長、Stig Roth (1900-1972)によれば、1724年から1771年の間にシェッフェルが描いた肖像画は約675点に上るとされる。シェッフェルは通常、作品に署名しなかったため点数には推定が含まれる。描かれた人物は貴族、聖職者、科学者、軍人などである。Rothによれば、1730年代が最も優れた作品を生み出したとしている。
有名なスウェーデンの肖像画家ペール・クラフト（Per Krafft den äldre:1724-1793）はシェッフェルの弟子である。

## 主な作品

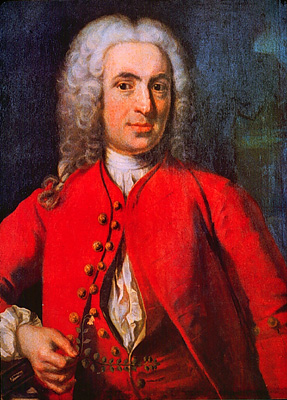
カール・フォン・リンネ（学者）
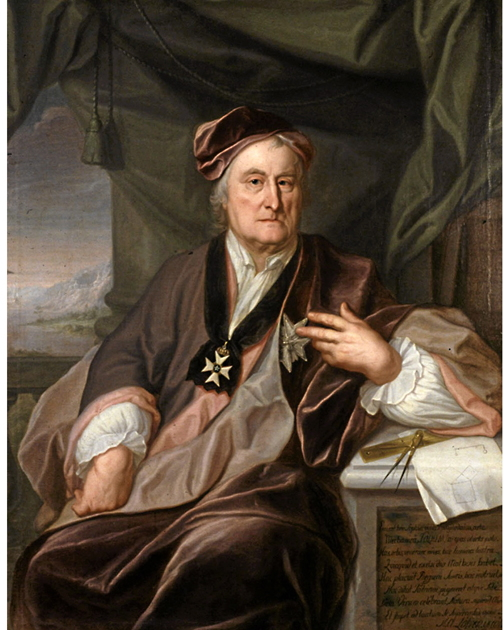
クリストフェル・プールヘム(発明家)
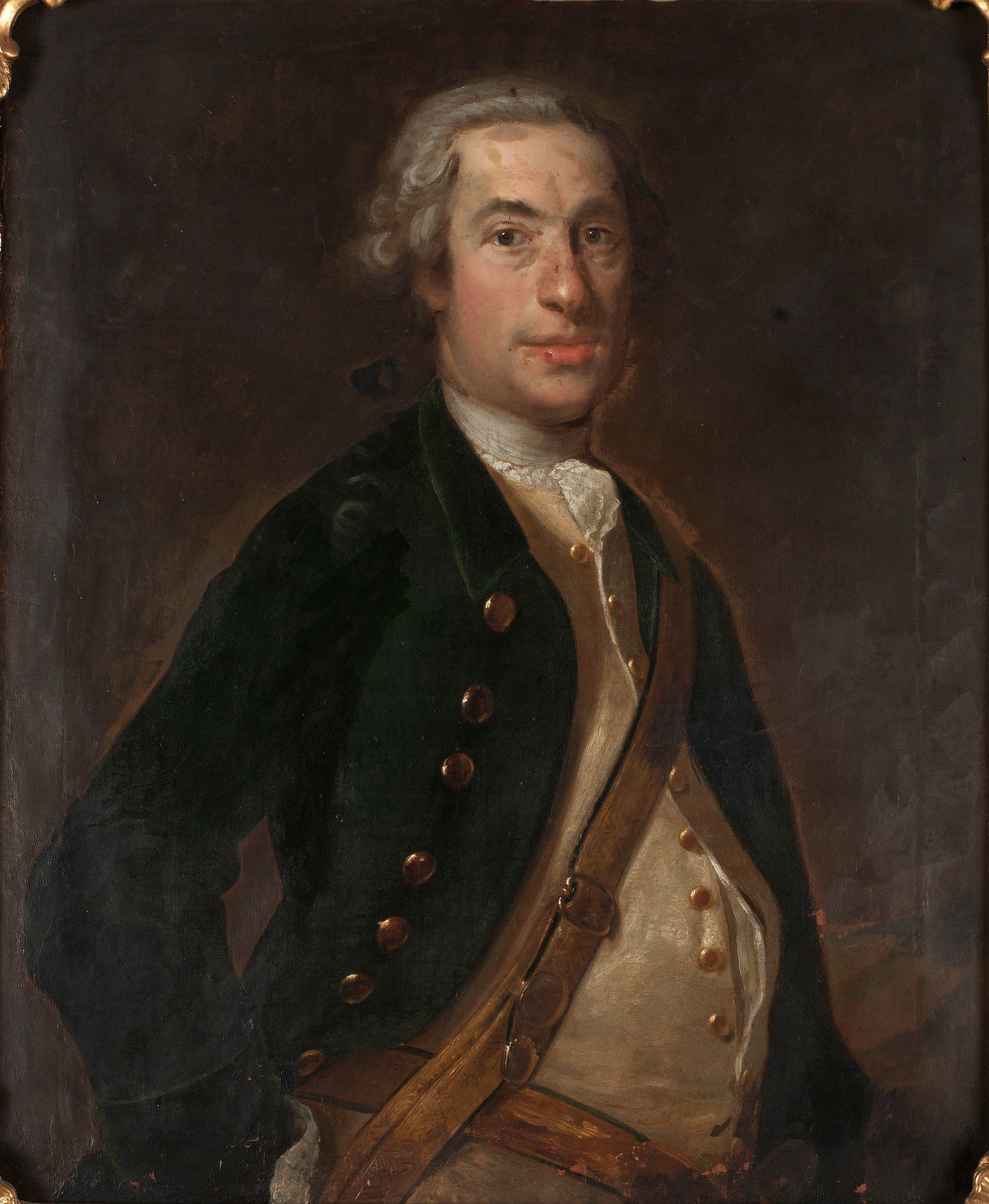
Arent gustaf silfversparre（貴族）
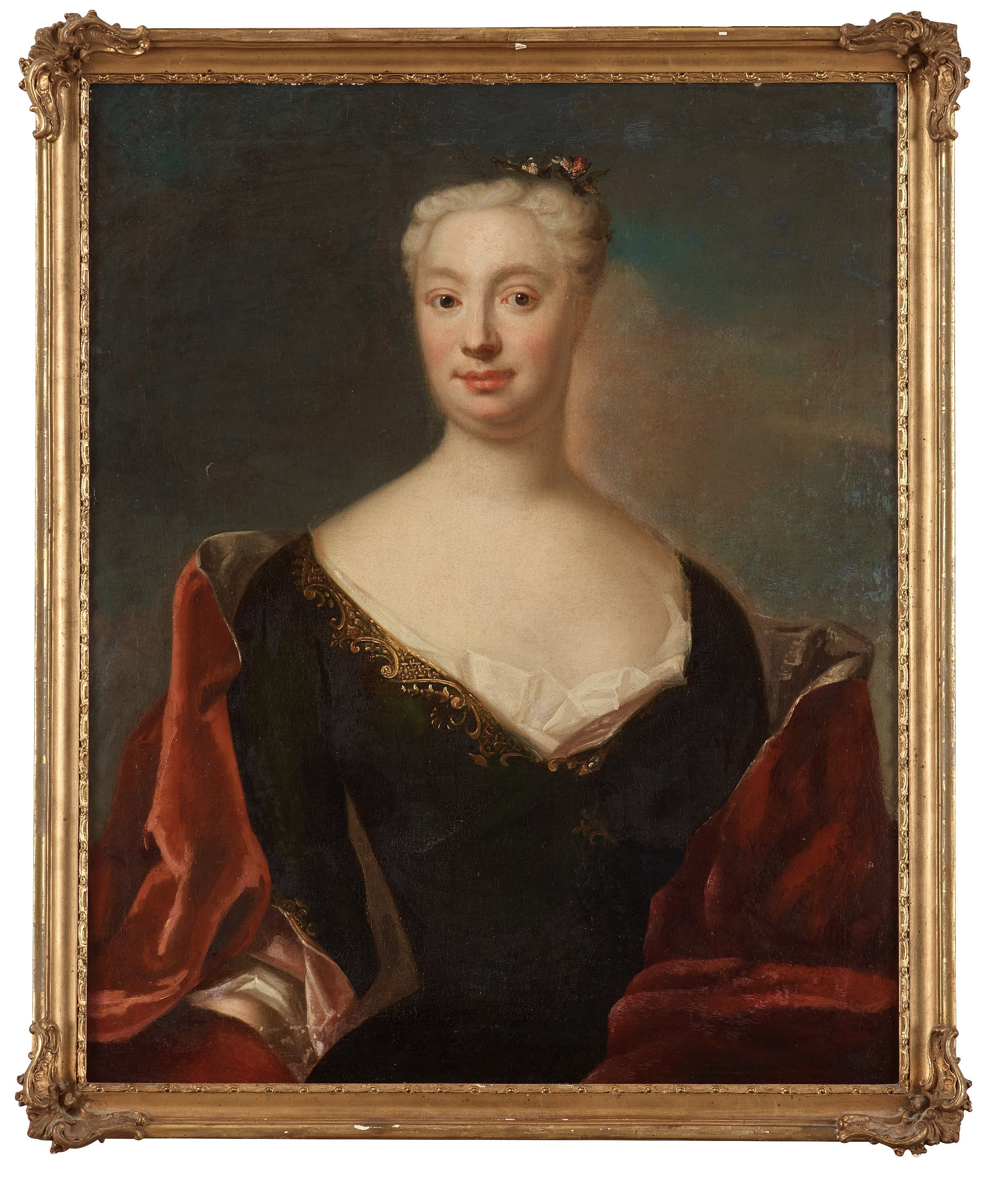
ベンセリウス（ウプサラ大司教）